# Astranthiinae
Astranthiinae G.L. Nesom, 2000 è una sottotribù di piante angiosperme dicotiledoni della famiglia delle Asteraceae (sottofamiglia Asteroideae e tribù Astereae/clade North American lineage).

## Etimologia
Il nome di questa sottotribù deriva dal suo genere più importante Astranthium Nutt., 1840 che a sua volta deriva dal greco e significa "fiore-stella" (astron = stella e anthos = fiore) alludendo alla tipica infiorescenza simile alle margherite.

ll nome scientifico della sottotribù è stato definito per la prima volta dal botanico contemporaneo Guy L. Nesom (1945 -) nella pubblicazione "Sida; Contributions to Botany. Dallas; Fort Worth, TX - 19 (2): 265 2000" del 2000.

## Descrizione

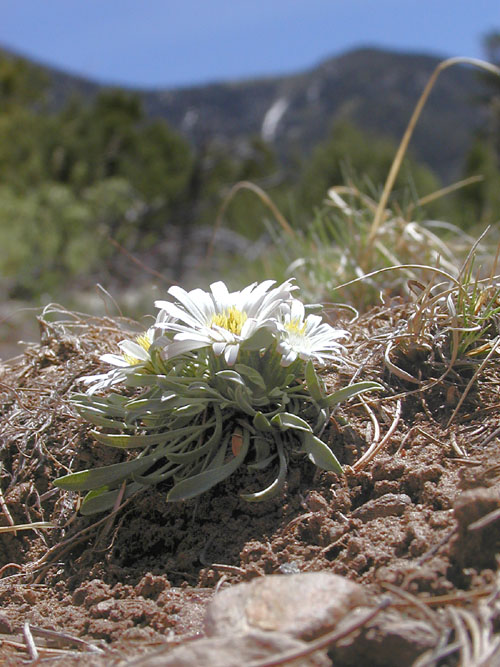
Il portamento
Townsendia exscapa

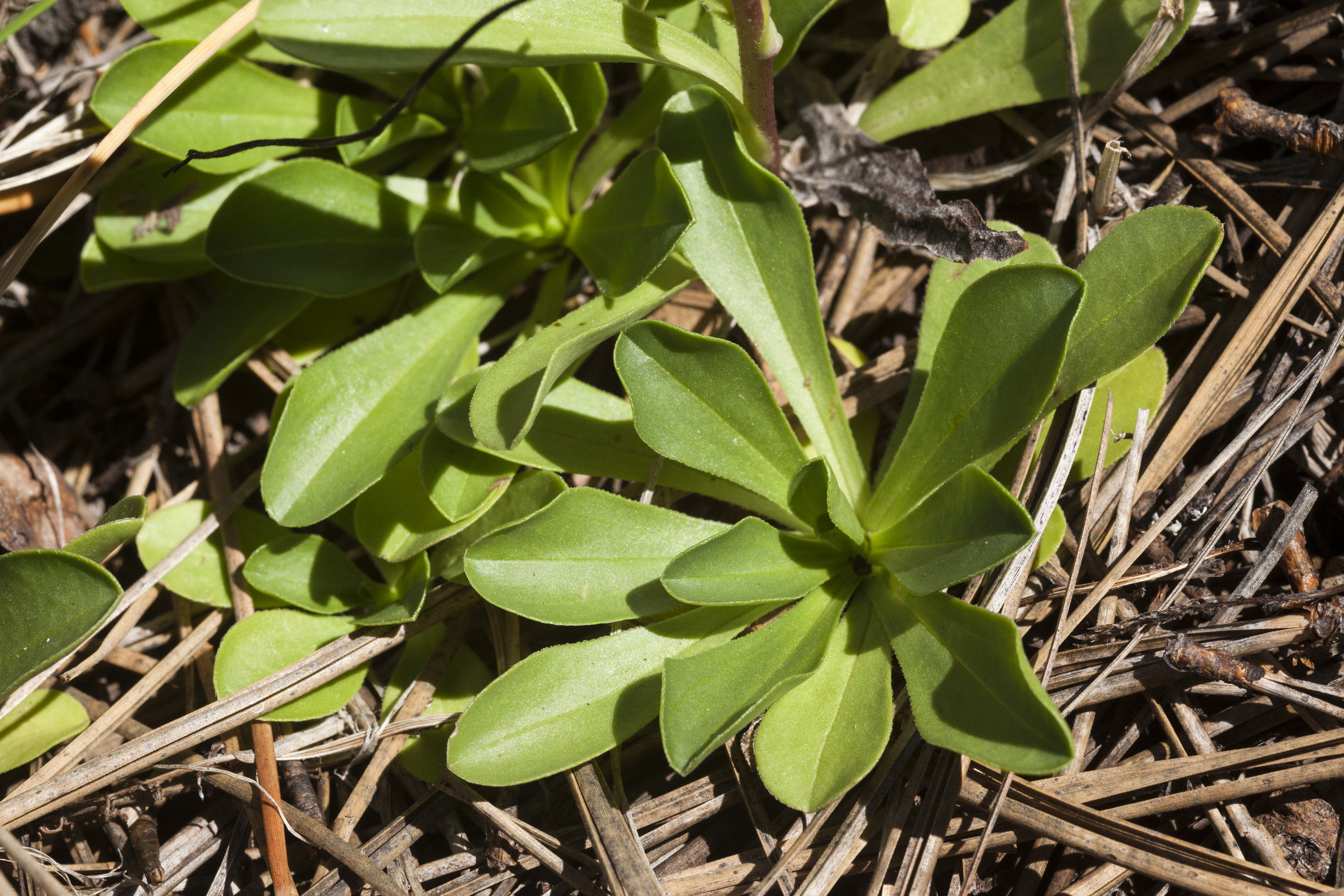
Le fogie
Townsendia_formosa

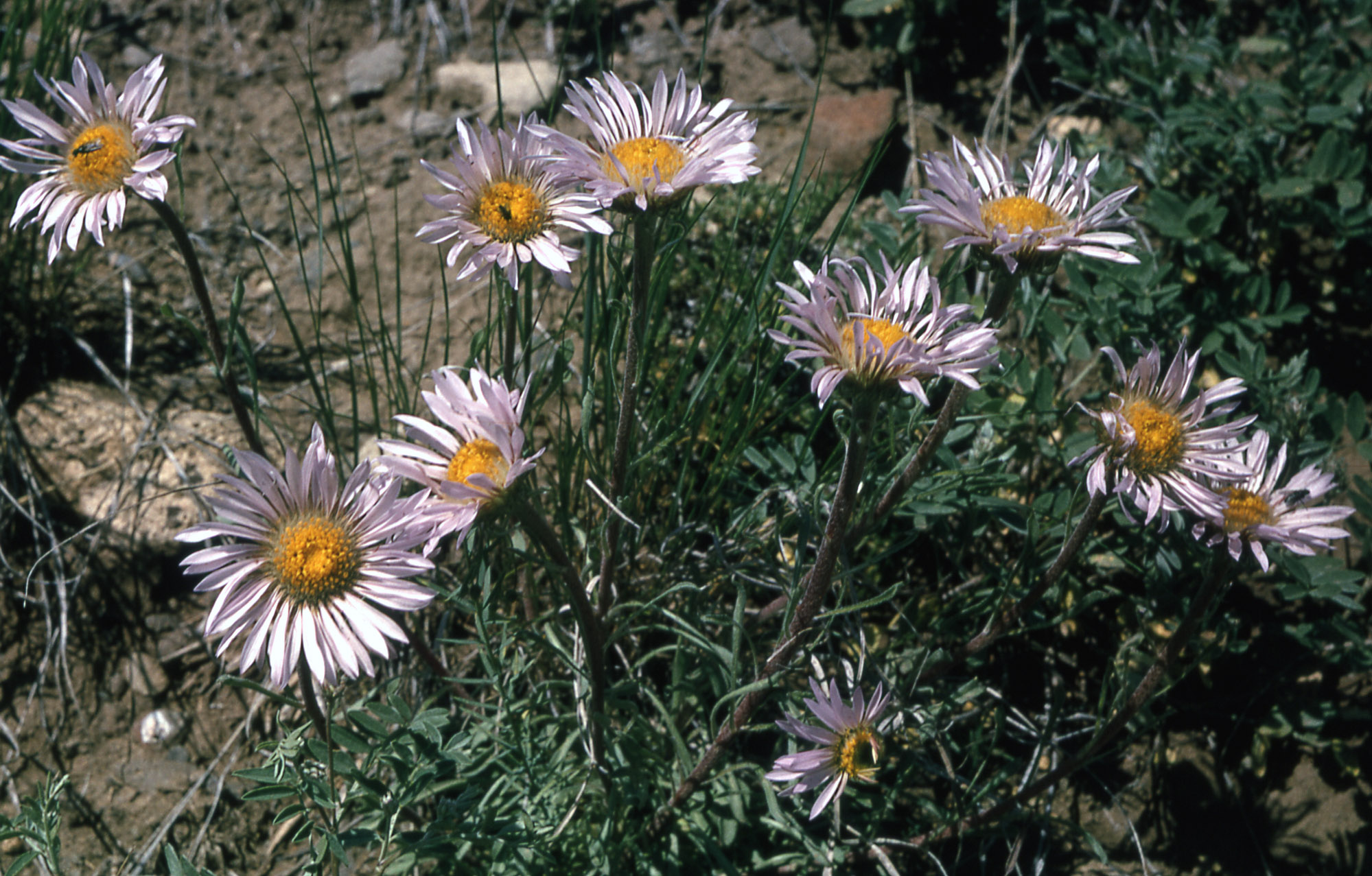
Infiorescenza
Townsendia parryi

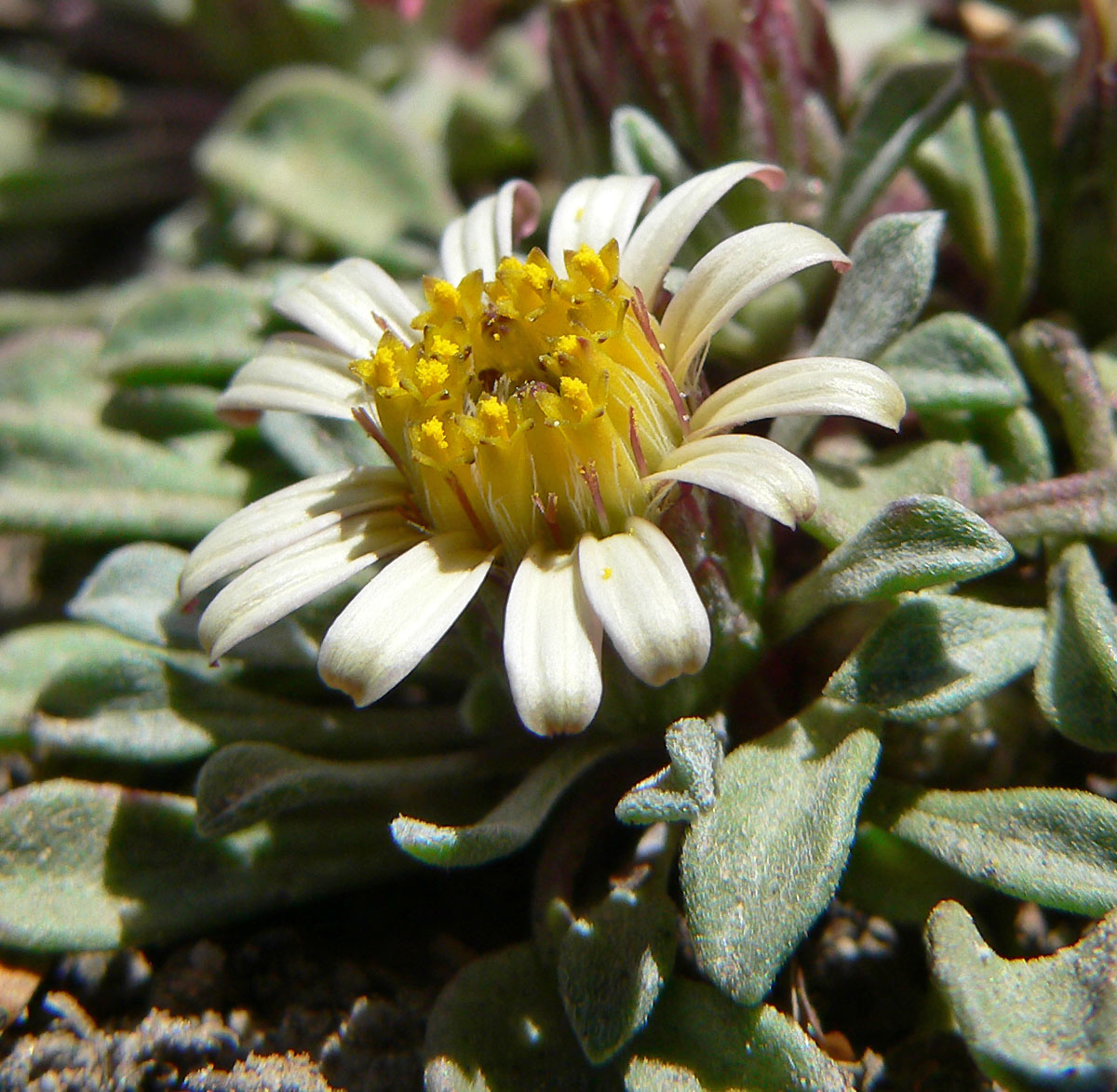
I fiori
Townsendia jonesii

Portamento. Le specie di questa sottotribù sono in prevalenza di tipo erbaceo con cicli biologici annuali, biennali o perenni con fittoni sotterranei. I fusti, non molto alti (alcune specie sono quasi acauli), hanno un portamento da strisciante a eretto. Sono inoltre da sparsamente a densamente pelosi.
Fusto. La parte aerea in genere è eretta, semplice (scaposa) o poco ramosa. 
Foglie. Le foglie si dividono in basali e cauline. Quelle basali hanno una lamina continua con forme da obovate a spatolate (con pochi denti apicali). Quelle cauline hanno delle lamine da lanceolate a più strette. Spesso hanno una consistenza subcarnosa oppure le superfici sono tomentose. Lungo il caule sono disposte in modo alternato.
Infiorescenza. Le sinflorescenze sono soprattutto scapose (capolini solitari). Le infiorescenze vere e proprie sono composte da un capolino terminale lungamente peduncolato di tipo radiato con fiori eterogami. I capolini sono formati da un involucro, con forme da cilindriche a campanulate o emisferiche, composto da diverse brattee, al cui interno un ricettacolo fa da base ai fiori di due tipi: fiori del raggio e fiori del disco. Le brattee, piatte, con forme da ampiamente oblanceolate a lineari-lanceolate, con bordi ialini e a consistenza erbacea, sono disposte in modo più o meno embricato e scalato su più serie (fino a 7). Il ricettacolo è nudo ossia senza pagliette a protezione della base dei fiori; la forma è da convessa a conica.
Fiori.  I fiori sono tetra-ciclici (formati cioè da 4 verticilli: calice – corolla – androceo – gineceo) e pentameri (calice e corolla formati da 5 elementi). Si distinguono in:
- fiori del raggio (esterni): sono numerosi (in Astranthium fino a 85 per capolino, 15 - 25 in Dichaetophora campestris), sono femminili e sono disposti su una sola serie; la forma è ligulata (zigomorfa);
- fiori del disco (centrali): sono più numerosi con forme brevemente tubulose (attinomorfe); sono ermafroditi.

- Formula fiorale:

*/x K {\displaystyle \infty }, [C (5), A (5)], G 2 (infero), achenio
- Calice: i sepali del calice sono ridotti ad una coroncina di squame.

- Corolla: 
  - fiori del raggio: la forma della corolla alla base è più o meno tubulosa-imbutiforme, mentre all'apice è ligulata (i lembi non sono contorti o riflessi); la ligula può terminare con alcuni denti; il colore è bianco o blu (o sfumato di rosa);
  - fiori del disco: la forma è brevemente tubulare bruscamente divaricata in 5 lobi; i lobi, patenti o eretti, hanno una forma deltata o più o meno lanceolata; il colore è giallo.

- Androceo: l'androceo è formato da 5 stami sorretti da filamenti generalmente liberi; gli stami sono connati e formano un manicotto circondante lo stilo; le teche (produttrici del polline) alla base sono troncate e sono lievemente auricolate (molto raramente sono speronate o hanno una coda); le appendici apicali delle antere hanno delle forme piatte e lanceolate; il tessuto endoteciale (rivestimento interno dell'antera) è quasi sempre polarizzato (con due superfici distinte: una verso l'esterno e una verso l'interno). Il polline è sferico con un diametro medio di circa 25 micron;  è tricolporato (con tre aperture sia di tipo a fessura che tipo isodiametrica o poro) ed è echinato (con punte sporgenti).[9][11]

- Gineceo: l'ovario è infero uniloculare formato da 2 carpelli.[5] Lo stilo (il recettore del polline) è profondamente bifido (con due stigmi divergenti) e con le linee stigmatiche marginali separate.[12] I due bracci dello stilo hanno una forma triangolare-lanceolata e possono essere papillosi o ricoperti da ciuffi di peli.

Frutti. I frutti sono degli acheni con pappo; in alcune specie è presente un certo dimorfismo (gli acheni dei fiori del raggio differiscono dagli acheni dei fiori del disco);
- achenio: gli acheni, con forme da oblanceolate a obovate, sono lateralmente compressi con due nervature laterali; la superficie è liscia o papillosa, glabra a pelosa (con setole a forma d'ancora); la parete dell'achenio è formata da celle contenenti rafidi ma prive di fitomelanina; il carpoforo normalmente è anulare;
- pappo: può essere assente oppure formato da una coroncina di corte setole barbate o scaglie.

## Biologia
Impollinazione: l'impollinazione avviene tramite insetti (impollinazione entomogama tramite farfalle diurne e notturne).

Riproduzione: la fecondazione avviene fondamentalmente tramite l'impollinazione dei fiori (vedi sopra).

Dispersione: i semi (gli acheni) cadendo a terra sono successivamente dispersi soprattutto da insetti tipo formiche (disseminazione mirmecoria). In questo tipo di piante avviene anche un altro tipo di dispersione: zoocoria. Infatti gli uncini delle brattee dell'involucro (se presenti) si agganciano ai peli degli animali di passaggio disperdendo così anche su lunghe distanze i semi della pianta. Inoltre per merito del pappo il vento può trasportare i semi anche a distanza di alcuni chilometri (disseminazione anemocora).

## Distribuzione e habitat
Le specie di questa sottotribù sono distribuite negli Stati Uniti d'America e Messico.

## Sistematica
La famiglia di appartenenza di questa voce (Asteraceae o Compositae, nomen conservandum) probabilmente originaria del Sud America, è la più numerosa del mondo vegetale, comprende oltre 23.000 specie distribuite su 1.535 generi, oppure 22.750 specie e 1.530 generi secondo altre fonti (una delle checklist più aggiornata elenca fino a 1.679 generi). La famiglia attualmente (2021) è divisa in 16 sottofamiglie; la sottofamiglia Asteroideae è una di queste e rappresenta l'evoluzione più recente di tutta la famiglia.

### Filogenesi
Il gruppo di questa voce è descritto nella tribù Astereae, una delle 21 tribù della sottofamiglia Asteroideae). Da un punto di vista filogenetico, la tribù Astereae fa parte del supergruppo (o sottofamiglia) "Asteroideae grade"; l'altro è il supergruppo "Non-Asteroideae" contenente il resto delle sottofamiglie delle Asteraceae. All'interno del supergruppo è vicina alle tribù Senecioneae, Calenduleae, Gnaphalieae e Anthemideae.
I caratteri più notevoli della tribù Astereae sono: la base delle antere sono prive di code e non sono calcarate (speronate); le linee stigmatiche dei bracci dello stilo sono totalmente separate; i due bracci dello stilo hanno una forma breve o allungata da lanceolata a deltoide e possono essere papillosi o ricoperti da ciuffi di peli (all'esterno, mentre all'interno sono glabri). La distribuzione della maggior parte delle specie di questo gruppo è nelle regioni temperate nord e sud.
Le principali sinapomorfie della sottotribù (ma anche della relativa tribù) sono:
- l'ispessimento mediano della parete esterna delle cellule epidermiche della corolla dei fiori del raggio;
- le ramificazioni dello stilo con appendici sterili triangolari.

In base alle ultime ricerche nella tribù sono stati individuati (provvisoriamente) 5 principali lignaggi:
- Basal grade: include alcuni generi isolati, il gruppo "South American-Oceania",  alcune sottotribù africane e il gruppo dei generi legnosi del Madagascar.
- Bellis lineage: comprende le sottotribù eurasiatiche e una sottotribù africana.
- Aster lineage: include i generi asiatici di Asterinae e i principali gruppi dell'Australia e dell'Oceania.
- Baccharis lineage: include alcuni gruppi sudamericani.
- North American lineage: include la vasta gamma di sottotribù del Nordamerica, Messico e alcuni gruppi distribuiti nel Sudamerica.

La sottotribù di questa voce è inclusa nel lignaggio North American lineage. Attualmente la sottotribù Astranthiinae fa parte (da un punto di vista filogenetico) di un gruppo formato dalle sottotribù Conyzinae, Chrysopsidinae, Geissolepinae e Chaetopappinae.
Il cladogramma seguente, tratto dallo studio citato e semplificato, mostra una possibile configurazione filogenetica della sottotribù:
|  | Townsendia                                                    |
|  |                                                               |
|  | \| \| Astranthium \| \| \| \| \| \| Dichaetophora \| \| \| \| |
|  |                                                               |
|  | Astranthium                                                   |
|  |                                                               |
|  | Dichaetophora                                                 |
|  |                                                               |

|  | Astranthium   |
|  |               |
|  | Dichaetophora |
|  |               |

I caratteri distintivi delle specie di questa sottotribù sono:
- il lembo dei fiori del raggio, se presente, non è contorto o riflesso;
- i numeri cromosomici sono 2n = 10 o 2n = 18;
- l'areale è relativo al Nord America e Messico.

### Composizione della sottotribù
La sottotribù Astranthiinae comprende 3 generi e 42 specie.
| Genere                     | N. specie                                         | Distribuzione                   | Caratteri più significativi | Numeri cromosomici | Fiori |
| -------------------------- | ------------------------------------------------- | ------------------------------- | --- | ------------------ | ----- |
| Astranthium Nutt., 1840    | 11                                                | Stati Uniti d'America e Messico | Il portamento è erbaceo con capolini portati singolarmente su lunghi peduncoli. - Gli acheni non sono alati o con margini frangiati. - Il pappo è assente o con una coroncina appena visibile                                  | 2n = 6, 8 e 10     |       |
| Dichaetophora A.Gary, 1849 | Una specie: Dichaetophora campestris A.Gary, 1849 | Texas e Messico settentrionale  | La specie è caratterizzata dal portamento annuale. - Gli acheni sono alati e i margini sono frangiati o con peli a forma d'ancora. - Il pappo è formato da due scaglie barbate (eventualmente con minute scaglie addizionali). | 2n = 6             |       |
| Townsendia Hook., 1834     | 30                                                | America del Nord e Messico      | In questo genere sono presenti popolazioni apomittiche. - Il pappo è formato da numerose setole, spesso sono corte. - Il numero cromosomico è 2n = 18.                                                                         | 2n = 18            |       |

### Generi esclusi per riclassificazione
In base alla precedente tassonomia della sottotribù le seguenti entità sono state trasferite:
- Genere Geissolepis B.L. Rob.: trasferito nella sottotribù  Geissolepidinae.

### Chiave analitica
Per meglio comprendere ed individuare i vari generi della sottotribù, l'elenco seguente utilizza in parte il sistema delle chiavi analitiche (vengono cioè indicate solamente quelle caratteristiche utili a distingue un genere dall'altro)
- 1A: il pappo è formato da numerose setole, spesso sono corte; il numero cromosomico è 2n = 18;
  - Townsendia.
- 1B: il pappo è formato da scaglie o spesso è assente;
  - Astranthium: gli acheni non sono alati o con margini frangiati; il pappo è assente o con una coroncina appena visibile.
  - Dichaetophora: gli acheni sono alati e i margini sono frangiati o con peli a forma d'ancora; il pappo è formato da due scaglie barbate (eventualmente con minute scaglie addizionali).